# Cliff Manahan
Clifford Ross "Cliff" Manahan (ur. 11 października 1888 w Fort William, zm. 20 marca 1970 w Albercie), kanadyjski curler, dwukrotny mistrz Kanady.
Manahan dorastał w Fort William (obecnie Thunder Bay w Ontario), gdzie w 1916 zaczął uprawiać curling. Przeprowadził się w 1926 do Edmonton i tam zaczął odnosić sukcesy, łącznie wygrywając 8 razy mistrzostwa Alberty.
Po raz pierwszy triumfował w rywalizacji prowincjonalnej w 1933. Drużyna Manahana z bilansem 6 wygranych i 1 porażki zdobyła tytuł mistrza kraju, były to pierwsze złote medale dla Alberty w historii. Zespół z Edmonton dokonał tego samego w 1937, by wywalczyć kolejny tytuł mistrza reprezentacja Alberty musiała pokonać w dodatkowym meczu ekipę Jimmy'ego Welsha.
Rok później Cliff zdobył srebrne medale przegrywając w fazie grupowej jeden mecz. Czwórka pod przewodnictwem Manahana była najlepsza w Albercie w latach 1940 i 1943-1945, w 1940 wywalczyła na arenie krajowej brąz, w drugim okresie nie rozgrywano the Brier z powodu II wojny światowej. Po raz ostatni Manahan zagrał na mistrzostwach Kanady w 1950, zajął wtedy 3. miejsce. 
W 1961 Clifford Manahan został włączony do Edmonton Hall of Fame, w 1966 do Alberta Sport Hall of Fame & Museum i w 1975 do Canadian Curling Hall of Fame.

## Drużyna
| Rok       | Czwarty       | Trzeci          | Drugi         | Otwierający    |
| --------- | ------------- | --------------- | ------------- | -------------- |
| 1949/1950 | Cliff Manahan | Ross Manahan    | Gordon Haynes | William Bull   |
| 1939/1940 | Cliff Manahan | Wesley Robinson | Ross Manahan  | Robert Manahan |
| 1936/1938 | Cliff Manahan | Wesley Robinson | Ross Manahan  | Lloyd McIntyre |
| 1932/1933 | Cliff Manahan | Harold Deeton   | Harold Wolfe  | I.H. Ross      |